# Luis Manuel Ávila
Luis Manuel Ávila Cruz (Ciudad de México, 30 de enero de 1971) es un actor, comediante y cantante mexicano, de cine, televisión y doblaje.

## Biografía
Luis Manuel Ávila a los 17 años ingresó en la UNAM (Universidad Nacional Autónoma de México) para estudiar Administración de Empresas.
Obtuvo la licenciatura.
Decidió seguir la carrera de la actuación a pesar de tener un excelente desempeño académico al grado de obtener junto a su compañera de tesis, el reconocimiento a la Mejor Tesis de Licenciatura en Administración a Nivel Nacional por la ANFECA (Asociación Nacional de Facultades y Escuelas de Contaduría y Administración).

## Trayectoria como actor

### Preparación
Sus estudios actorales comienzan en el Taller de Teatro FCA de la UNAM (Universidad Nacional Autónoma de México) con el profesor Luis León Vela, después obtiene una beca en el Centro de Danza y Teatro Alberto Estrella donde estudia un par de años. Luego uno más en la escuela de Sylvia Pasquel. Después asiste a M&M Studio dirigido por la actriz Patricia Reyes Spíndola, con profesores como Salvador Sánchez (1943-), Natalia Traven y la misma Patricia. Toma cursos de actualización con el profesor Raúl Zermeño y luego en otras disciplinas como Canto, Jazz, Ritmos Afroantillanos, Narración Oral Escénica, Stand Up, Cabaret, Actuación en Cine, Improvisación, etc.

### Inicios actorales
El 20 de enero de 1991 inicia su trayectoria en los escenarios con la obra El Juego que Todos Jugamos, a la que le siguieron Macbeth & Co, Romeo y Julieta, Invitación a la Muerte, El Gran Inquisidor, A Tu Intocable Persona, Así Pasa Cuando Sucede (por la que obtuvo el Premio Como Mejor Actor del Primer Festival De Teatro Universitario), Don Juan Tenorio, El Gran Inquisidor, Yo Madre Yo Hija, La Pareja Dispareja, Político de alcoba, La Caja y La Fiaca entre otras. En teatro musical, ha participado en Aladino, Los Microbios Llegaron Ya y Scherezada. Ha tenido participaciones varios cortometrajes estelarizados por él como Aspiración, Portaequipaje, El Octavo Pasajero (nominado a Mejor Actor en la muestra de la Universidad del Valle de México), En La Tierra y Debo No Niego, entre otros.

### Consolidación
Trabaja en Centro Nocturno a raíz del Concurso Riatatán, organizado por Fernando Arau desde 1995, donde obtuvo el tercer lugar entre cientos de participantes. Con su show unipersonal se ha presentado en lugares importantes como el Frontón México, el Teatro Blanquita, El Palacio de los Deportes, Teatro Metropolitan, El Auditorio Nacional y La Arena Ciudad de México.
En televisión ha participado en varios proyectos desde 1996. Su debut oficial fue en el programa Hoy con Daniela, conducido por Daniela Romo. Le siguieron El balcón de Verónica, Al ritmo de la noche, Humor es... los comediantes , Furcio, Derbez en cuando , Mujer, casos de la vida real, y más. Telenovelas como Misión S.O.S, La Vecina, Las tontas no van al cielo, Camaleones y Triunfo del amor Ha sido invitado a programas como Cristina y Don Francisco presenta. Sus intervenciones más exitosas han sido con los personaje de «Tomás Mora» en La fea más bella, «Onésimo Garza» en Por ella soy Eva y como «Júnior P. Luche» en La familia P. Luche.
En 2013, participa en la telenovela La tempestad como «Olinto», alternándolo con su regreso a la actividad teatral con la comedia La caja, producida por OCESA, donde realiza una temporada de 300 representaciones con el personaje de «Lorenzo», con el que obtuvo nominación como mejor actor de comedia por la Asociación de Periodistas Teatrales.
A fines del 2014, Luis Manuel recibe reconocimiento por parte del Senado de México, y a principios del 2015 otro de la Agrupación de Periodistas Teatrales (APT), ambos por sus más de 20 años de trayectoria en los escenarios. En 2015, realiza actuaciones especiales para cine en la películas Mujer Bestia y Casi Un Gran Asalto y otra en televisión para la telenovela La vecina. En 2017, como «Pepón de las Alas» vía El Bienamado, producción de Nicandro Díaz. En 2018, protagoniza y dirige Los Cousins para Galavisión USA. El 2019, vuelve a los programas de comedia con Mi querida herencia como «El Wicho». Además, durante 2020 y 2021 interviene en capítulos de Como dice el dicho.

## Trayectoria como músico
En la música, de manera profesional, incursiona desde 2010 con la canción Maracas, formando el dueto Los Luises bajo el sello de Universal Music. En julio de 2011, el dúo lanzó Biografía, su primer álbum de ritmo grupero con muy buenos resultados. A fines del 2012, Luis Manuel Ávila, con Los Luises lanza al mercado su segundo disco El riesgo ahora en colaboración con la banda hidalguense Velcha Musicall, quienes se encargan de todos los arreglos. En 2014, se convierte en solista lanzando su sencillo Te Olvidaré (cumbia) y En Tus Manos, a ritmo de bachata, y convirtiéndose en «El príncipe del pueblo», sobrenombre que le otorgara el público y la prensa de NY en Los Premios Gruperos del mismo año. Su segundo sencillo Por Qué Te Vas a dueto con la agrupación femenina, Perfume con Aroma de Mujer, con quienes realiza decenas de shows dentro y fuera de México. En 2015, lanza sus sencillos Como Agua En Las Manos, en solitario, Si Volviera a Nacer con La Quinta Sincronía y A Los Reyes Magos en el especial navideño de La Sonora Santanera. Para 2018, con el grupo Velcha lanza Contigo, en regional mexicano, y en 2020 estrena cuatro nuevos temas: Número Equivocado junto al grupo Mandingo, con Bustamante Musical Tu Desvarío, también Sueña en coproducción México, Chile y Bolivia; y Contigo Si junto a Karen Nava y su Orquesta, KNDNT, a ritmo de cumbia.

## Trayectoria como actor de doblaje
En 2022, Ávila obtuvo el papel de «Son Gohan» (vacante tras la muerte del actor Luis Alfonso Mendoza en 2020) después de haber sido invitado por Lalo Garza, director del proyecto, a hacer casting para ser la nueva voz oficial del personaje, en español de América. Su primera aparición fue en la película Dragon Ball Super: Super Hero.
Anteriormente le dio voz al «Caballero de Cerberus» en Los Caballeros del Zodiaco: El lienzo perdido, a «Enzo» en Amigos de las vacaciones y al «Dr. Aziz Abdul Nasser» en Raíces del amor. También tuvo participación en las series: El gran mentiroso, La sombra negra y Los elegidos de la gloria.

## Filmografía

### Televisión
- 2024; Vecinos como Casimiro
- 2022-2024:  ¿Tú crees?, como Fabián.
- 2021: La rosa de Guadalupe, como Omar (episodio: Distroyer y su Plebe)
- 2021: Como dice el dicho, como Jesús el Mimo
- 2020: Peluchosamente: Late night show en Bolivia para ATB
- 2020:  Como Dice El Dicho, como El profesor Quiroz
- 2019: Mi Querida Herencia, como El Wicho
- 2018: Los Cousins, como El primo Luis
- 2017: El Bienamado, como Pepón
- 2015-2016: La Vecina, como el ingeniero Gutiérrez
- 2014: Esto es guerra, como Junior P. Luche en Perú para América tv (invitado)
- 2013: La Tempestad, como Olinto
- 2013: Cásate Conmigo, como Pepe
- 2012: Por ella soy Eva, como Onésimo Garza
- 2012: La Familia P. Luche (temporada 3), como Junior P. Luche
- 2010-2011: Triunfo del Amor, como Lucciano Ferretti
- 2009-2010: Camaleones, como Eusebio Portillo
- 2008-2009: Un Gancho al Corazón, como padre Abad
- 2008: Las tontas no van al cielo como Carlos Frijolito Zamora
- 2008; Vecinos como Casimiro
- 2007: La familia P. Luche Temporada 2, como Junior P. Luche y el comandante Alighieri
- 2006-2007: La fea más bella, como Tomás Mora
- 2004: Misión SOS, como Raus
- 2002-2003: La familia P. Luche Temporada 1, como Junior P. Luche, Don Mateo y el comandante Alighieri
- 2001: Aventuras en el tiempo, como Policía
- 2000 Furcio, varios personajes
- 1998-1999: Derbez en Cuando, varios personajes
- 1997: El Balcón de Verónica
- 1997: Al Ritmo de la Noche
- 1996: Hoy Con Daniela

### Cine (largometrajes)
- 1999: Ahí viene Verónica
- 2007: Divina confusión, como el policía 1

### Cine (cortometrajes)
- En la Tierra
- Debo, no niego
- El octavo pasajero
- Portaequipaje
- Aspiración

### Teatro
- La Fiaca
- La Caja
- Político de alcoba
- Dos Peluches Mojados
- La pareja dispareja
- Yo madre, yo hija
- Scherezada
- El baúl
- Bolero
- Don Juan Tenorio
- A tu intocable persona
- El gran inquisidor
- Invitación a la muerte
- Macbeth & Co.
- Así pasa cuando sucede
- El juego que todos jugamos

### Obras musicales
- Las 1001 Noches El Musical
- Scherezada
- El Jorobado de Nuestra Señora de París
- Aladino
- Los Microbios Llegaron Ya

## Discografía
- 2020: Contigo Sí (feat Karen Nava y su Orquesta KNDNT)
- 2020: Sueña (feat Velcha feat Caro Molina feat Gran Matador)
- 2020: Tu Desvarío (feat Bustamante Musical)
- 2020: Número Equivocado (feat Mandingo)
- 2018: Contigo (feat Velcha)
- 2016: A Qué Le Tienes Miedo
- 2015: A Los Reyes Magos (feat La Sonora Santanera especial de Navidad)
- 2015: Si Volviera A Nacer (feat Quinta Sincronía)
- 2014: Como Agua En Las Manos
- 2014: Por Qué Te Vas (feat Perfume Con Aroma De Mujer)
- 2014: Te Olvidaré
- 2013: Tómame o Déjame (feat Rossana San Juan feat Luis Aire)
- 2012: El Riesgo (con el dúo Los Luises), Universal Music.
- 2011: Biografía (con el dúo Los Luises), Universal Music.
- 2010: Maracas (colaboración), Universal Music.